# Vanduzea
Vanduzea ist eine Gattung der Buckelzirpen aus der Unterfamilie Smiliinae. Die Gattung besteht aus etwa einem Dutzend Arten, die vor allem im nördlichen Süd- und Mittelamerika (Neotropis) und Nordamerika (Neartktis) vorkommen, sowie teilweise in ozeanischen Gebieten, wo sie eingeschleppt sind.

## Merkmale
Vanduzea sind kleine Buckelzirpen mit kompaktem Körperbau, oft stark behaart, nur etwa 3,8 bis 6,5 mm Länge. Die Färbung kann von hell bis ganz dunkel mit verschiedenfarbigen Zeichnungen variieren, auch die einzelnen Tiere einer Art können ganz unterschiedlich gefärbt sein. Das Pronotum ist niedrig und hat keine Hörner, sondern lediglich einen nach hinten gerichteten Fortsatz der am Rücken abgerundet ist und vorne seitlich sind kleine Auswüchse. Die Flügel sind transparent, mit fünf Apicalzellen und drei Discoidalzellen. Die dritte Apicalzelle ist charakteristisch für die Gattung, sie ist vertikal länglich und hat eine gerade Basis.
Die Arten der nahe verwandten Gattung Harmonides sind ähnlich. In Nordamerika sind Zirpen der Gattungen Cyrtolobus und Ophiderma ähnlich.

## Biologie
Die Arten von Vanduzea sind mehr im gemäßigten als im tropischen Klima verbreitet.
Die Zirpen leben in Gruppen von Larven gemeinsam mit adulten Tieren. Die Weibchen legen Gruppen von ca. drei bis sechs Eiern in die Borke ihrer Wirtspflanzen. Die Eier überwintern und schlüpfen im Frühling. Die Zirpen können bis zu vier Generationen im Jahr bilden. Verwundete Larven können chemische Substanzen abgeben, die bei den Artgenossen Alarmverhalten auslösen.
Die Vanduzea-Zirpen sind mit Ameisen verschiedener Gattungen vergesellschaftet, die Honigtau von den Zirpen aufnehmen. Es wurde auch beobachtet, dass Ameisen die Buckelzikaden verteidigen.
In Nordamerika sind die Vanduzea-Zirpen meistens auf bestimmte Wirtspflanzen spezialisiert, deren Pflanzensaft sie aufnehmen, in den neotropischen Gebieten scheinen die Zirpen hingegen nicht auf einzelne Pflanzenarten spezialisiert zu sein. In Costa Rica gilt V. segmentata als Schädling von Cajanus cajan, und in Hawaii ist die Art möglicherweise schädlich für Luzerne und Sojabohne.

## Die Arten und ihre Verbreitung
(im Wesentlichen nach McKamey)
- Vanduzea albifrons: Guatemala, Mexiko, USA
- Vanduzea arquata: Kanada, USA
- Vanduzea brunnea: Kolumbien, Mexiko
- Vanduzea decorata: Kolumbien, Panama
- Vanduzea laeta: Mexiko, USA
- Vanduzea mayana: Guatemala
- Vanduzea minor: Kolumbien, Mexiko
- Vanduzea nolina[6]: USA (originally described as subspecies of V. laeta)
- Vanduzea punctipennis: Kolumbien
- Vanduzea segmentata: Costa Rica, Guatemala, Panama, Mexiko, USA, Hawaii (in Hawaii eingeschleppt[7]; vielleicht konspezifisch mit V. laeta[4])
- Vanduzea testudinea: Rep. Guyana
- Vanduzea triguttata: Kolumbien, Rep. Guyana, Venezuela, Mexiko, USA, Kanada
- Vanduzea variegata: Mexiko